# Alonso de Figueroa
Alonso de Figueroa fue un alfarero, especializado en azulejería, con talleres en Talavera de la Reina y Valladolid y activo desde los primeros años del siglo XVII.
El rey Felipe III —gran coleccionista de piezas de cerámica—, a su paso por Talavera visitó, junto con su hijo y su nuera, el alfar que tenía Figueroa en la calle de Cañada de los Alfares. Tras esta visita, Alonso de Figueroa puso las armas del rey en su fachada. Toda su obra está documentada por contratos y acuerdos firmados por el artista. 

## Obra artística
En 1601, año en que Felipe III trasladó la corte a Valladolid, Figueroa recibió el encargo de decorar con azulejos y grandes jarrones el palacio del duque de Lerma, futura residencia real.
Años más tarde, en 1610, tuvo un importante encargo de 102.980 piezas para adornar diferentes puntos del convento de dominicas de Porta Coeli en Valladolid. El comitente fue Rodrigo de Calderón —valido del duque de Lerma— que era el benefactor del convento situado junto a su propio palacio en la calle de Teresa Gil de Valladolid. Fue espectacular la decoración del púlpito de la iglesia, enteramente recubierto de azulejos y con los escudos del donante y de la orden de las dominicas.
En 1618 el hijo del duque de Lerma, Cristóbal Gómez de Sandoval y de la Cerda, que conocía el trabajo del artista en Valladolid le encargó la decoración cerámica de su propio palacio en Madrid. Alonso de Figueroa y el también alfarero Francisco Muñoz de la Ballesta crearon y entregaron 73 carretadas de azulejos.
En 1638 recibió el encargo de realizar la azulejería de la entonces ermita de la Virgen del Prado en Talavera, obra que puede verse «in situ». Los azulejos decoran las dos naves laterales; la de la epístola está dedicada a la vida de la Virgen, con un colorido suave de azules, amarillos y algo de naranja. La nave del Evangelio presenta episodios de la vida de Jesús y su genealogía. Predomina el color naranja fuerte combinado con blancos, azules y verdes.
Los estudios realizados por la profesora de arte de la Universidad de Barcelona, Mercedes Valdivieso, sobre la iconografía del panel de la vida de la Virgen han puesto de manifiesto el precedente en obras de artistas flamencos que pueden verse en la obra impresa por el librero Cristóbal Plantino con el título de Humanae salutis monumenta, cuyo autor es el humanista Arias Montano.

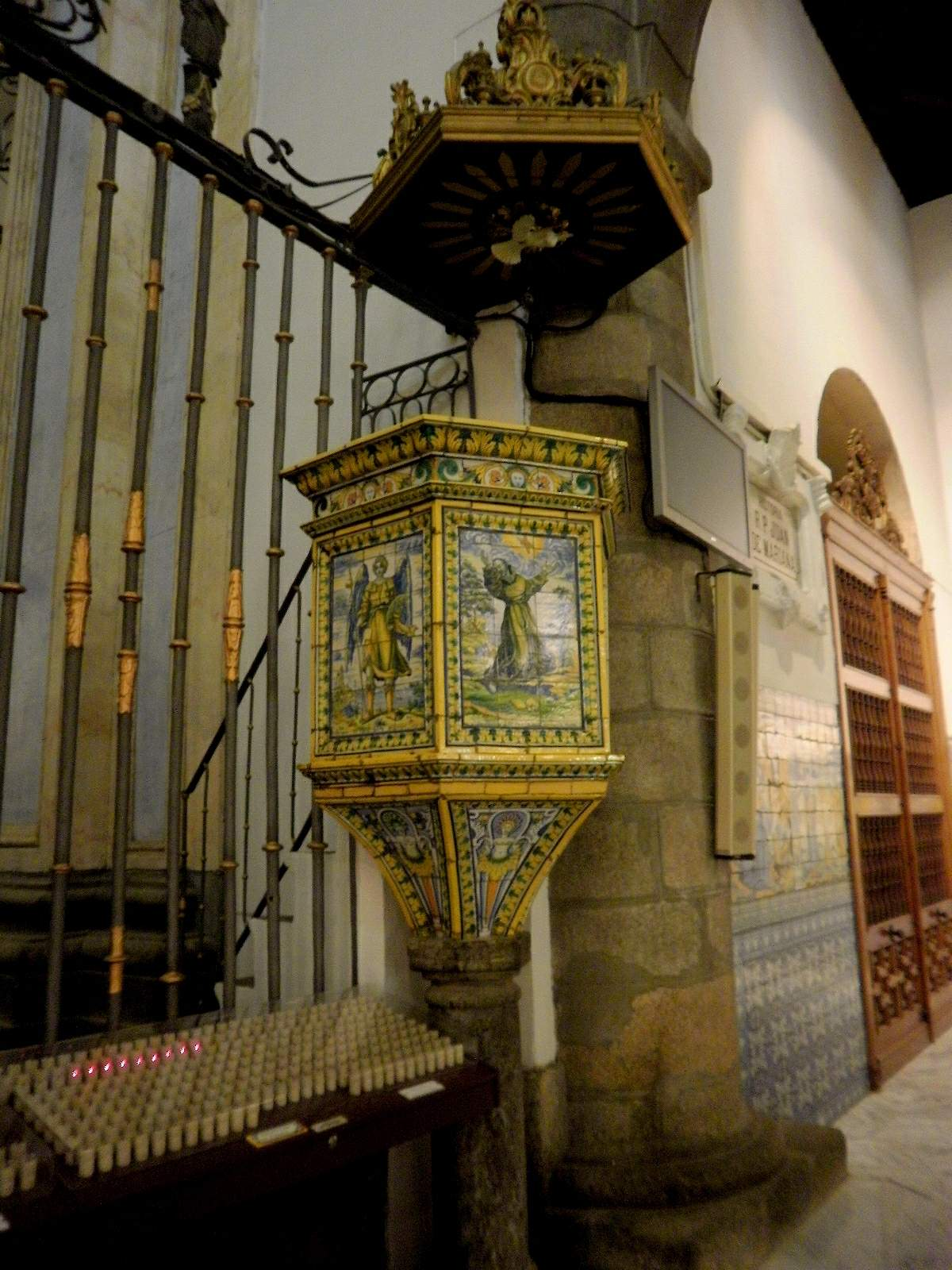
Púlpito trabajado con azulejería
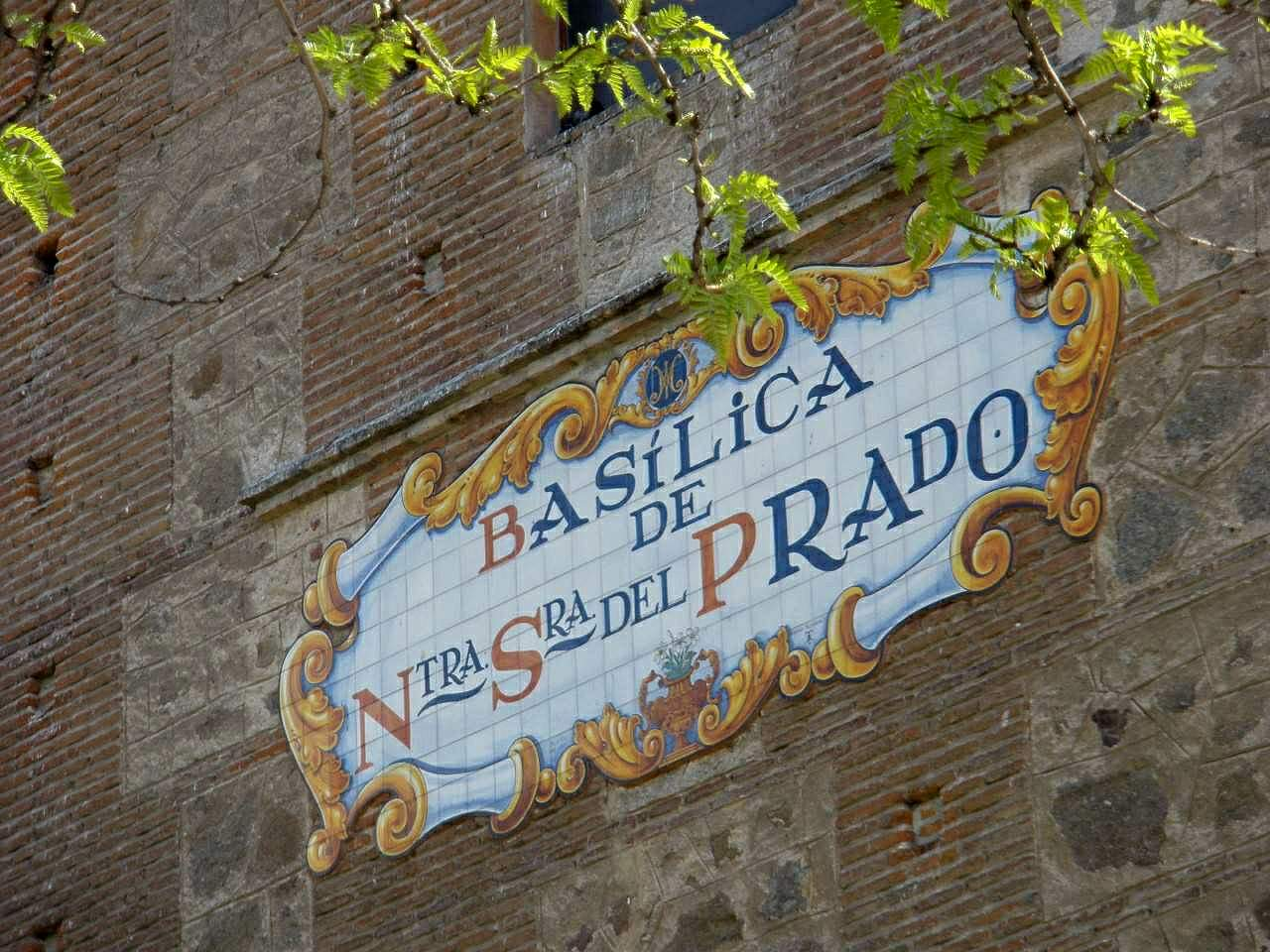
Placa ilustrativa
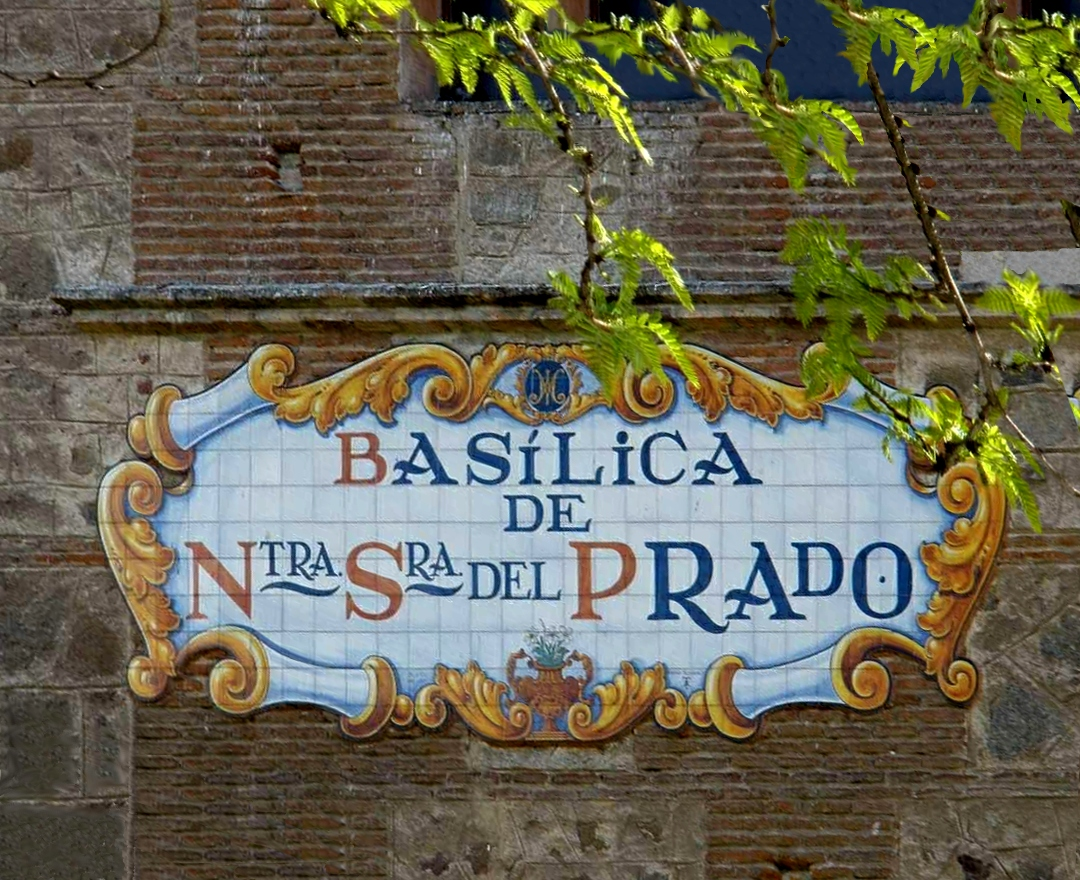
Placa ilustrativa, retocar
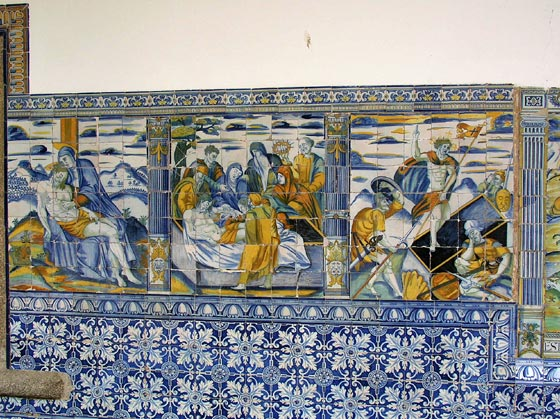
Vida de Jesús.